# 曼尼普爾河似鱗頭鰍
曼尼普爾河似鱗頭鰍為輻鰭魚綱鯉形目鰍科的其中一種，為熱帶淡水魚，分布於亞洲印度曼尼普爾及緬甸淡水流域，本魚頭頂無鱗，一條深色條紋從吻部延伸至尾部，體側中央有8-11個斑點，尾柄部上方有一黑點，體長可達56公分，棲息在底層水域，生活習性不明。

## 扩展阅读
維基物種上的相關：曼尼普爾河似鱗頭鰍